# مقاطعة هواشان
مقاطعة هواشان هي إحدى مقاطعات منطقة آنهوي في الصين.